# Schaereriaceae
Schaereriaceae is een botanische naam voor een monotypische familie van korstmossen behorend tot de orde Schaereriales. Het bevat alleen het geslacht Schaereria.